# Emil Roniger
Emil Roniger (* 1883 in Rheinfelden; † 1958 in Davos) war ein Schweizer Schriftsteller, Verleger, Gründer des Rotapfel-Verlages, Übersetzer, Mäzen, Kunst- und Autografensammler.

## Leben und Werk
Emil Roniger war der Sohn von Theophil Roniger und der jüngere Bruder von Adolph Roniger. Nach einem abgebrochenen Chemie- und Musikstudium in Basel gründete Roniger 1919, inzwischen verheiratet mit Milly Roniger-Hoffmann (1889–1969), den Rotapfel-Verlag (RAV). Das Firmensignet war ein hängender Apfel in einem schwarzen Kreis.
Als Schriftsteller verfasste er Dramen, Gedichte und Märchen, die er nach der RAV-Gründung verlegte. Neben broschierten Büchern gab er nummerierte und signierte Vorzugsausgaben in besonderen Einbänden heraus. Die Bücher liess Roniger u. a. von Walter Cyliax, Rudolf Dürrwang, Martha Burkhardt und Martha Haffter gestalten.
Da Roniger zeitlebens von den Ausschüttungen des väterlichen Brauereibetriebes profitierte, konnte er seine vielfältigen Tätigkeitsbereiche finanzieren sowie andere Künstler finanziell unterstützen. Er unterstützte u. a. Ernst Kreidolf, Romain Rolland, Fritz Wartenweiler, Leonhard Ragaz, Hans Reinhart und Mahatma Gandhi.
Als Kreidolf 1918 nach Bern übersiedelte, konnte Roniger ihn 1920 in St. Moritz im Beisein des gemeinsamen Freundes Nicolaus Hartmann für seinen Verlag verpflichten. Zur Förderung des Künstlers gründete Roniger 1947 den Ernst-Kreidolf-Verein. Während des Ersten Weltkrieges war es in Deutschland zunehmend schwieriger geworden, Kreidolfs Bücher weiterhin zu verlegen. So stellte Roniger 1919 Eugen Rentsch (1877–1948) als Geschäftsführer ein, und das Verlagsdomizil wurde von Basel nach Erlenbach verlegt. Rentsch verhandelte mit Kreidolfs Verlag in Leipzig wegen der Herauslösung von seinen Buch-Projekten und kümmerte sich um die Edition im RAV. 1920 unterzeichnete Rainer Maria Rilke einen Vertrag mit Roniger über das 1921 erschienene Bilderbuch Mitsou. Quarante images par Balthus, mit einem Vorwort von Rilke. Das Buch erlebte im RAV keine zweite Auflage.

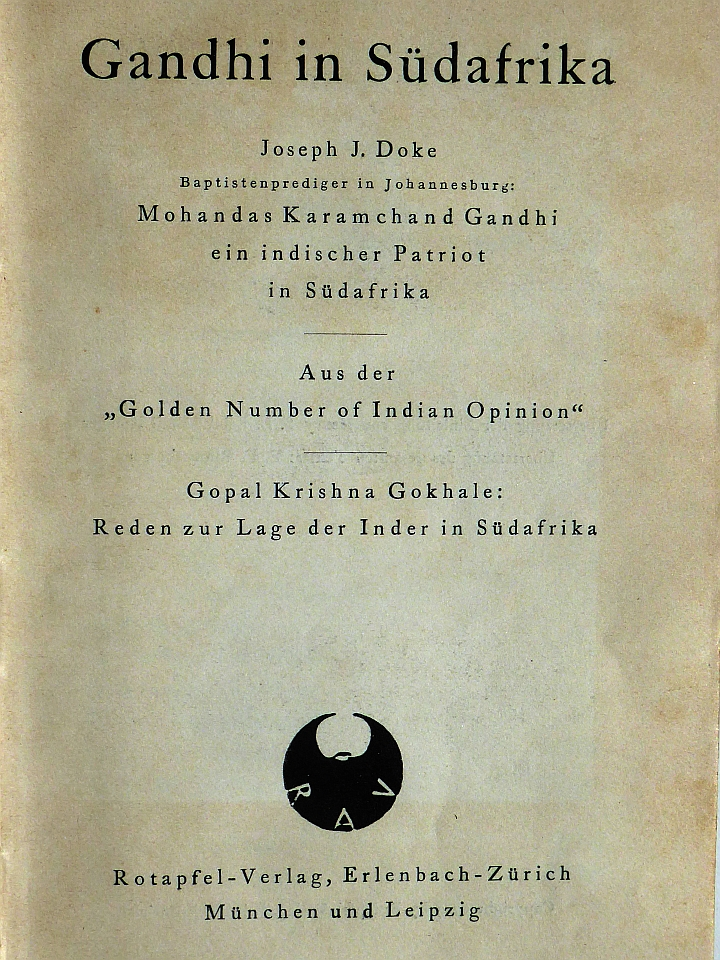
Gandhi in Südafrika erschienen im Rotapfel-Verlag

Das Buch von Romain und Madeleine Rolland Gandhi in Südafrika. Mohandas Karamchand Gandhi, ein indischer Patriot in Südafrika hatte Roniger ins Deutsche übersetzt und 1923 in seinem RAV herausgegeben. Mit dieser und weiteren Übersetzungen von Büchern über Gandhi hatte Roniger grossen Erfolg; ebenso mit allen anderen Übersetzungen von Biografien Rollands. Rolland wie Roniger wollten einen Beitrag für die Völkerverständigung, nicht nur innerhalb Europas, sondern auch zwischen West und Ost leisten. Bis zu den Verträgen von Locarno von 1925 herrschte zwischen Deutschland und Frankreich in Sachen Völkerverständigung Eiszeit.
Der Verlag konnte sich unter den vier konkurrierenden deutschen Rolland-Verlegern behaupten. 1922 vermittelte Rolland den Kontakt zwischen Roniger und dem Orientalisten Kalidas Nag (1892–1966). Als Rolland-Verleger begeisterte sich Roniger für Rollands Projekt einer europäisch-asiatischen Weltbibliothek und eines Hauses der Freundschaft. 1931 gaben Rabindranath Tagore und Gandhi zuhanden der zu gründenden Weltbibliothek alle Übersetzungsrechte an Roniger ab; Gandhi alle Rechte für Europa. Der Verlag und Roniger waren von dieser Gründungsarbeit jedoch überfordert, und trotz vielen offenen Fragen kaufte Roniger Rechte an Manuskripten zu exorbitant hohen Preisen, die er aus eigener Tasche bezahlte. Den indischen Publikationen des RAV gab er den Untertitel Eurasische Berichte.
Hinzu kam die Hyperinflation der Deutschen Mark, die 1923 ihren Höhepunkt erreichte und Schweizer wie deutsche Verleger in die Krise trieb. Trotz grossen Zweifeln an Ronigers Möglichkeiten überliess ihm Rolland Manuskripte zu Handen der Weltbibliothek. Um seine Lauterkeit gegenüber Rolland zu bekräftigen, verfasste Roniger 1926 sein Testament, in dem er seine gesamte Sammlung von Rollandiana der Universitätsbibliothek Basel vermachte für den Fall, dass sein Projekt vor seinem Tod nicht verwirklicht werden konnte. Von seinem Testament händigte er Rolland eine Kopie aus. Roniger hielt Wort und vermachte, wie vorgesehen, seine Rollandiana zusammen mit seiner Korrespondenz definitiv der Universitätsbibliothek.
1926, zum sechzigsten Geburtstag von Rolland, veröffentlichte Roniger den von ihm finanzierten und von Maxim Gorki, Georges Duhamel und Stefan Zweig verfassten monumentalen Band Liber Amicorum. Darüber hinaus gründete er ein Romain-Rolland-Archiv und eine Romain-Rolland-Bibliothek, die sich zu Institutionen der supranationalen Beziehungen erweitern sollten. Ronigers Vision war es, dass aus seinem Verlag eine Treuhandstelle der Weltliteratur werde. Im gleichen Jahr versuchte er, den Mäzen Georg Reinhart für seinen Verlag zu gewinnen. Beide waren mit dem Dichter und Musiker Gustav Gamper befreundet.

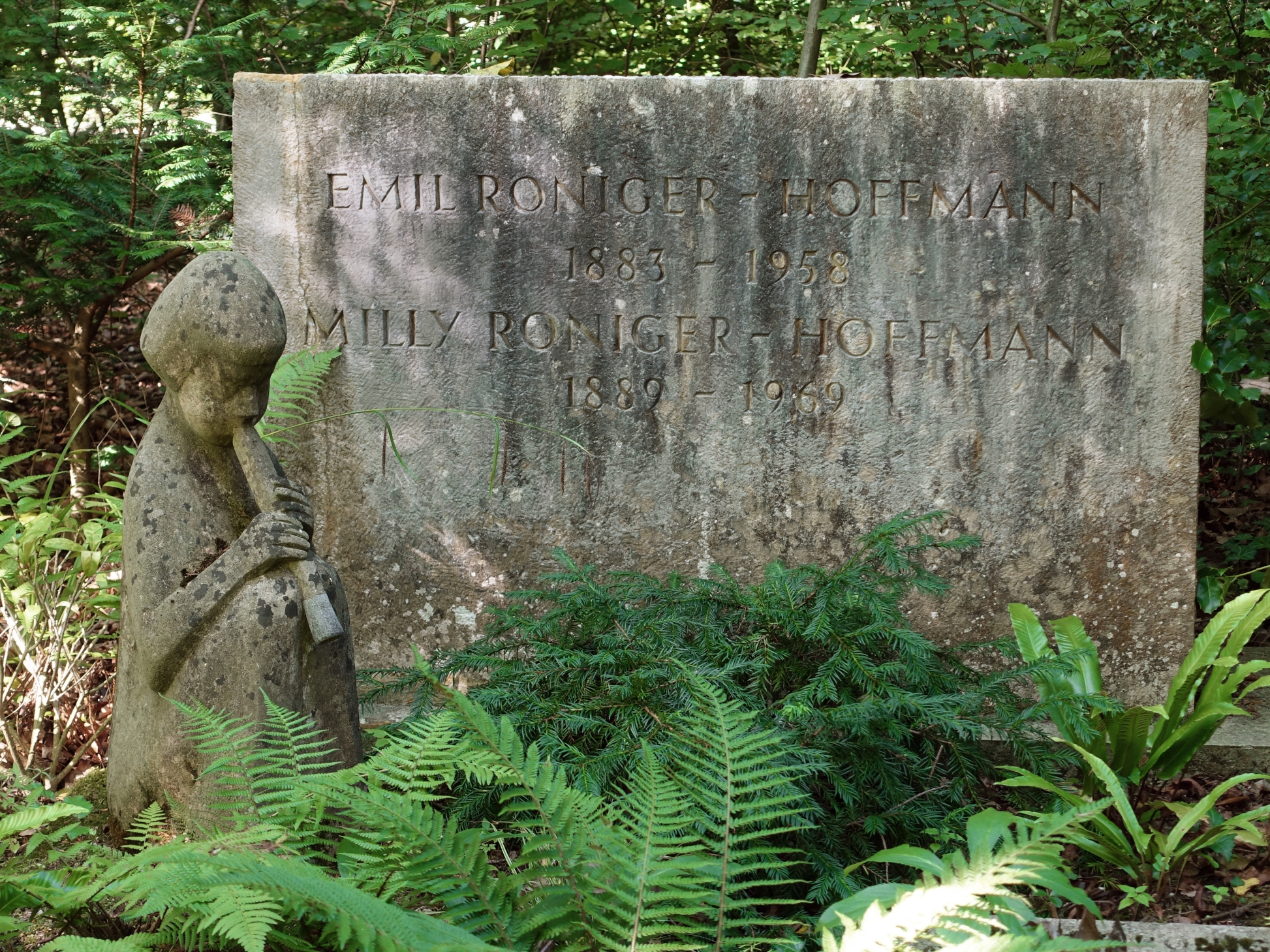
Emil Ronigers Grab auf dem Waldfriedhof Rheinfelden

Der Verkauf von Rollands und Kreidolfs Büchern war bis 1930 von Erfolg gekrönt. Danach liessen sie sich nicht mehr gewinnbringend verkaufen. Andere Programmelemente traten nun in den Vordergrund. Diese betonten einen innerschweizerischen Bezug. 1934 wurde das Buch von Fritz Wartenweiler Meister und Diener publiziert. 1933 wurde der Verlag in Deutschland mit einem Verkaufsverbot belegt, weil Rentsch Bücher deutscher Emigranten publiziert hatte. Später wurde Rentsch für kurze Zeit von Max Niehans abgelöst, aber die Rentabilität des Verlags blieb weiterhin das Grundproblem.
Nachdem Rentsch den Verlag bis zu seinem überraschenden Tod 1948 weitergeführt hatte, übernahm Ronigers Schwiegersohn Paul Toggenburger die RAV-Geschäftsleitung. So konnte sich Roniger ganz seinem neu gegründeten Verlag Gestaltendes Denken widmen. In dieser Zeit schrieb er sein dreibändiges Opus magnum. Rollands Sympathie für das stalinistische Regime ging Roniger zu weit, und er brach den Kontakt zu ihm ab. Ronigers private Kreidolf-Sammlung ging nach seinem Tod an die «Ernst Kreidolf Stiftung», die sie später dem «Verein Ernst Kreidolf» übereignete. Sie befindet sich heute als dessen Depositum im Kunstmuseum Bern.
Später zog Roniger nach Davos, wo er 1958 verstarb. Die Trauerrede für ihn hielt am 16. März 1958 Emil Berger. Ronigers Grab befindet sich auf dem Waldfriedhof Rheinfelden.